# Пенакова
Пенако́ва (порт. Penacova; МФА: [pɨ.nɐ.ˈko.vɐ], Пинако́ва) — муніципалітет і містечко в Португалії, в окрузі Коїмбра. Розташований у центральній частині країни, на теренах історичної португальської провінції Бейра. Належить до Коїмбрської діоцезії Католицької церкви в Португалії. Права міського самоврядування має з 1192 року. Поділяється на 8 парафій. За адміністративним поділом, чинним до 1976 року, був складовою провінції Берегова Бейра. Площа муніципалітету — 216,73 км², населення муніципалітету — 15251 ос. (2011); густота населення — 70,37 осіб/км²
. Патрон — Діва Марія. Святковий день муніципалітету — 17 липня. Поштовий індекс — 3360.  Код місцевої адміністративної одиниці — 0613. Складова статистичного регіону Центр.

## Географія
Пенакова розташована в центрі Португалії, на півночі округу Коїмбра.
Пенакова межує на півночі з муніципалітетами Мортагуа і Санта-Комба-Дан, на сході — з муніципалітетом Табуа, на південному сході — з муніципалітетом Арганіл, на півдні — з муніципалітетом Віла-Нова-де-Пойареш, на заході — з муніципалітетом Коїмбра, на північному заході — з муніципалітетом Меаляда.

## Історія
1192 року португальський король Саншу I надав Пенакові форал, яким визнав за поселенням статус містечка та муніципальні самоврядні права.

## Населення
| Кількість мешканців | Кількість мешканців | Кількість мешканців | Кількість мешканців | Кількість мешканців | Кількість мешканців | Кількість мешканців | Кількість мешканців | Кількість мешканців | Кількість мешканців | Кількість мешканців | Кількість мешканців | Кількість мешканців | Кількість мешканців | Кількість мешканців | Кількість мешканців |
| ------------------- | ------------------- | ------------------- | ------------------- | ------------------- | ------------------- | ------------------- | ------------------- | ------------------- | ------------------- | ------------------- | ------------------- | ------------------- | ------------------- | ------------------- | ------------------- |
| 1864                | 1878                | 1890                | 1900                | 1911                | 1920                | 1930                | 1940                | 1950                | 1960                | 1970                | 1981                | 1991                | 2001                | 2011                |                     |
| 14 966              | 16 755              | 17 825              | 18 253              | 18 094              | 17 645              | 16 964              | 19 340              | 19 926              | 18 704              | 17 172              | 17 351              | 16 748              | 16 725              | 15 251              |                     |